# Danleigh Borman
Danleigh Borman (* 27. Januar 1985 in Kapstadt) ist ein ehemaliger südafrikanischer Fußballspieler auf der Position eines Mittelfeldspielers.

## Karriere

### Vereinskarriere
Borman begann seine aktive Karriere als Fußballspieler in seiner Heimat bei Santos Kapstadt. Später kam er in die Vereinigten Staaten, wo er von 2004 bis 2007 an der University of Rhode Island studierte und im Fußballteam der Universität zum Einsatz kam. Während seiner Zeit in der Fußballmannschaft der Universität erzielte Borman in insgesamt 83 Spielen sieben Treffer und kam auf eine Anzahl von 16 Vorlagen. In seinem ersten Jahr in der Mannschaft wurde er zum Atlantic 10 Rookie of the Year gewählt. Im Jahre 2006 bekam er für seine außergewöhnlichen Leistungen im Atlantic-10-Meisterschaftsspiel und 2:0-Erfolg gegen das Team der Saint Louis University den Titel für den Atlantic 10 Championship Most Outstanding Player verliehen. In seinem Abschlussjahr an der University of Rhode Island schaffte es Borman auf eine Bilanz von einem Tor und sieben Vorlagen. Noch während seines Studiums spielte er in der Saison 2006/07 für die Rhode Island Stingrays in der viertklassig angesehenen USL Premier Development League. Für die Stingrays kam er in 20 absolvierten Partien auf sieben Treffer. Außerdem schaffte er am 2. Juli 2006 beim 6:0-Sieg über Vermont Voltage einen Hattrick. Beim MLS Supplemental Draft 2008 wurde Borman als 7. Pick zu den New York Red Bulls gedraftet, wo er am 5. April 2008 sein Profidebüt in der Major League Soccer feierte. Borman spielte dabei in einer Halbzeit gegen die Columbus Crew. Sein erstes Tor für die Red Bulls erzielte er am 10. Mai 2008 in der 21. Spielminute.
Am 1. April wechselte er mit seinem Mannschaftskameraden Tony Tchani von den Red Bulls zum Toronto FC. Die New Yorker erhielten dafür Dwayne De Rosario. Einen Tag später spielte er sein Debüt für die Kanadier.

### International
Borman sammelte bereits Erfahrung in der U-19-Auswahl seines Heimatlandes. Im Alter von 17 Jahren wurde er im Jahr 2002 in den Kader der U-19-Mannschaft berufen und war dort bis Anfang 2004 aktiv.

## Erfolge
- Atlantic 10 Rookie of the Year: 2004
- Atlantic 10 Championship Most Outstanding Player: 2006